# Smart
Cet article concerne l'entreprise et marque allemande connue sous le nom de Smart. Pour les autres significations, voir Smart (homonymie).

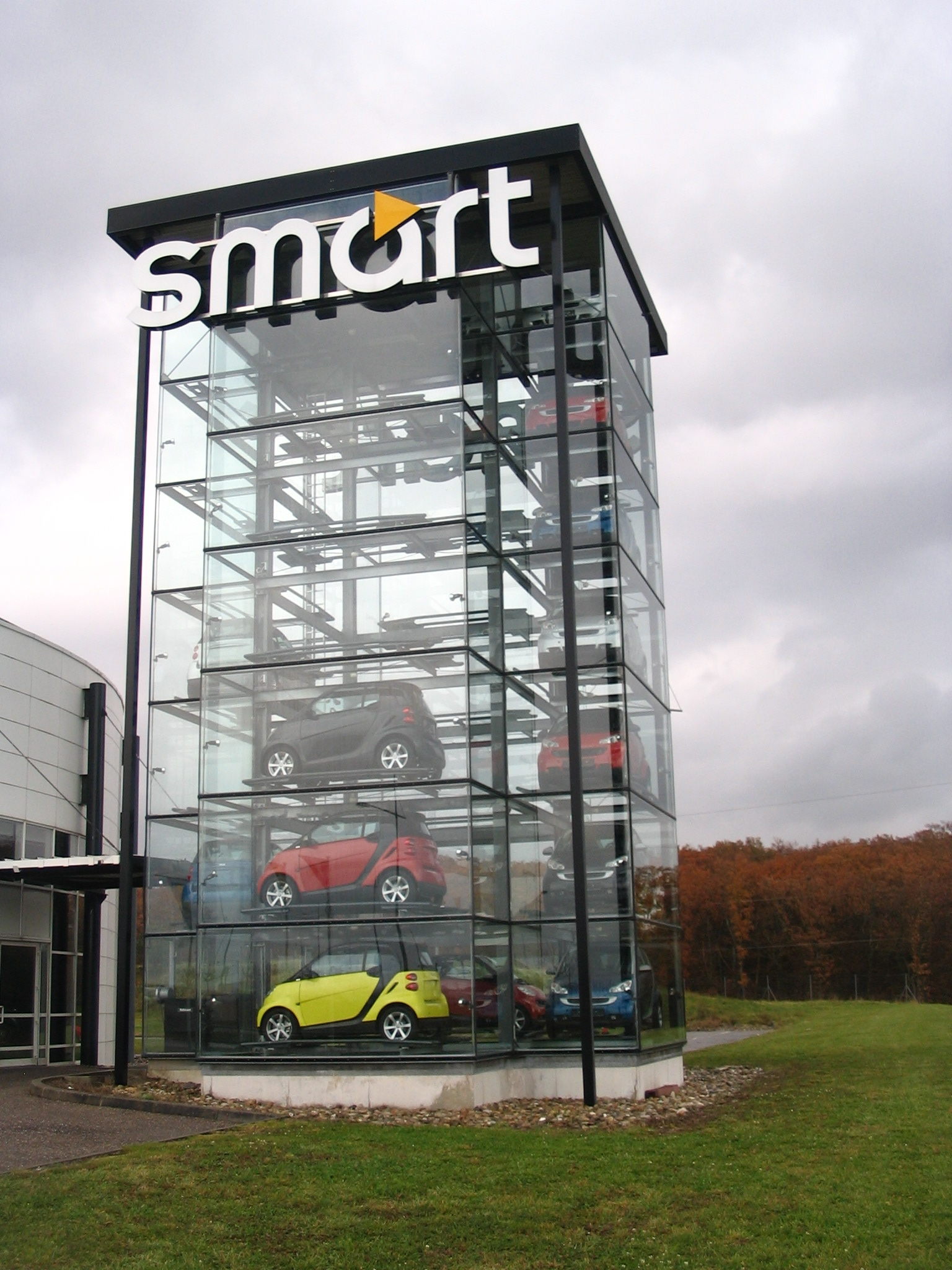
Le Smart center à Hambach

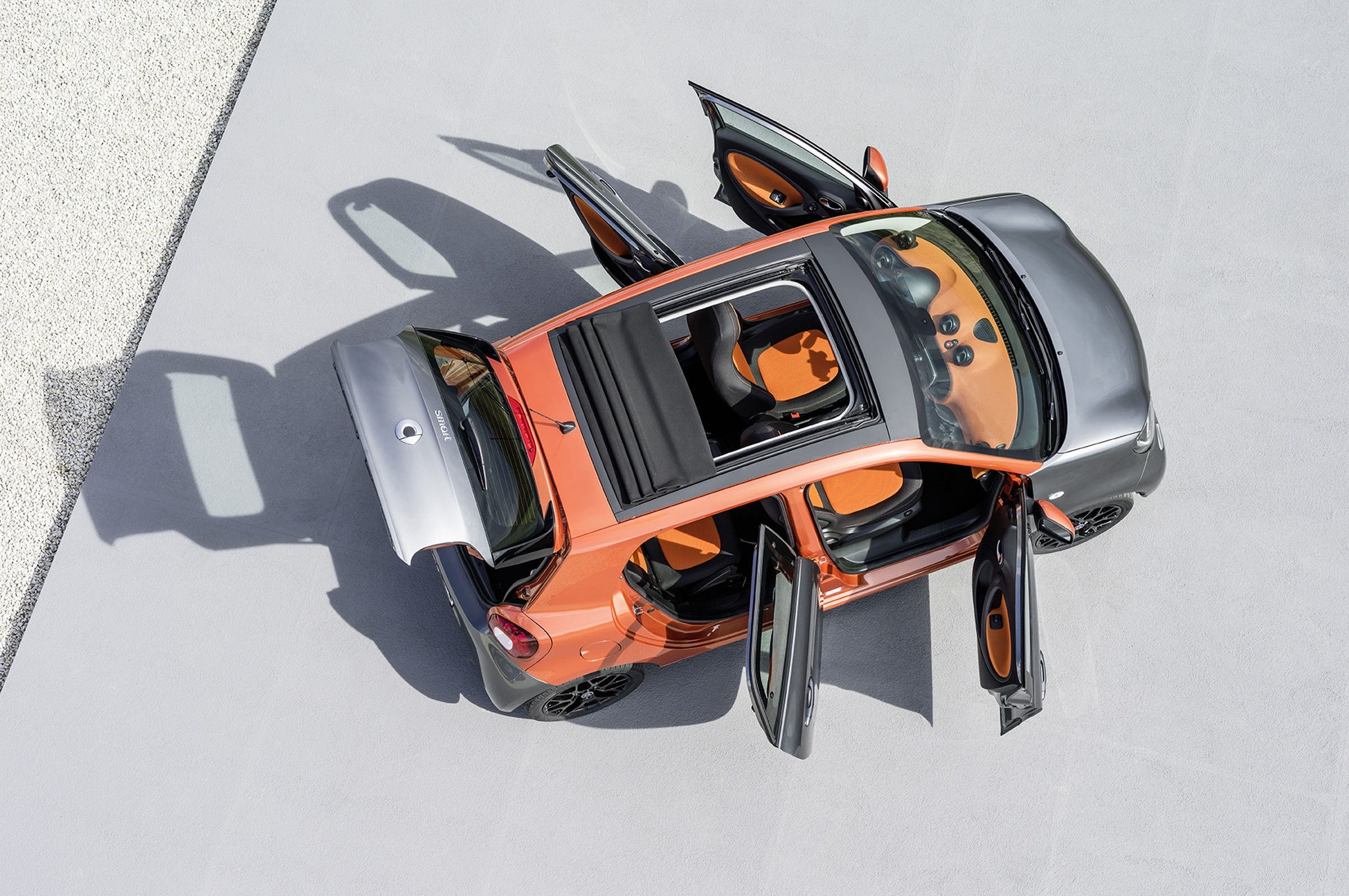
Smart Forfour

Smart (dérivé du nom de projet Swatch Mercedes Art car) est une marque automobile allemande initialement spécialisée dans la manufacture de micro-voitures citadines à deux places et créée en 1994 sous l'impulsion du groupe horloger suisse Swatch en collaboration avec le constructeur allemand Mercedes-Benz.
Fondée à Bienne en Suisse en avril 1994 sous le nom de Micro Compact Car AG, l'entreprise opère de 2003 à 2006 sous le nom Smart GmbH, puis est entièrement reprise et incorporée dans la division Mercedes-Benz du groupe allemand Daimler AG.
Dans le cadre d'un accord large de coopération conclu entre Mercedes-Benz et le groupe Renault, la conception d'une plate-forme commune est décidée. Cet accord permet la sortie en 2014 de la remplaçante du modèle Fortwo et l'arrivée de la nouvelle génération de Forfour chez Smart ainsi que le renouvellement de la Twingo chez Renault. Cet accord prévoit initialement la production d'un modèle à deux places pour Renault, fondé sur la plate forme de la nouvelle Fortwo, mais ce projet n'aboutit pas.
Les voitures Smart sont fabriquées à Hambach (Moselle, en France) jusqu'en 2024.
En 2022, Mercedes-Benz Group et Geely ont créé à parts égales la coentreprise smart Automobile pour faire entrer la marque Smart dans l'ère de la mobilité électrique. La société est dirigée par Tong Xiangbei et Smart installe son siège à Ningbo en Chine. Le premier modèle électrique de smart Automobile est la Smart #1, produite dans l'usine chinoise de Zhejiang Geely Holding Group, propriété à 50 % de Geely et Mercedes-Benz. Le second modèle issu de cette coentreprise est la Smart #3. Présentée pour la première fois le 17 avril 2023 au salon de l'automobile de Shanghai et en première européenne au salon de l'automobile de Munich en septembre 2023, les ventes de ce dernier débutent au premier trimestre 2024.

## Histoire
En 1972, Johann Tomforde, ingénieur chez Mercedes à Stuttgart, conçoit une voiture urbaine capable de se faufiler aisément dans les embouteillages. Un prototype est fabriqué, mais le projet n'aboutit pas. En 1981, Tomforde propose un second prototype au comité de direction, mais il n'entre pas dans les critères de sécurité de la marque et son coût de production est prohibitif, si bien qu'il n'est pas retenu.
En 1991, le suisse Nicolas G. Hayek, inventeur et président du groupe Swatch ainsi que directeur de la Société de microélectronique et d'horlogerie (SMH), a l’idée d’appliquer à l’automobile les mêmes principes que ceux qui font le succès de ses montres. Son concept, tout d’abord appelé « Swatchmobile », prévoit la création d'une voiture pratique, fonctionnelle et parfaitement adaptée à la circulation en ville. Hayek approche plusieurs constructeurs automobiles et commence une première collaboration avec Volkswagen le premier importateur en Suisse, de 1991 à 1993, puis signe en 1994 un partenariat industriel avec Mercedes-Benz pour développer et lancer le projet sous le nom de « Smart ». En 1997, la première voiture Smart sort des lignes d'assemblage de la nouvelle usine d'Hambach en France.

### Genèse du projet

#### 1990-1991: la Swatchmobile
Fin 1990, Nicolas Hayek lance l'idée d'appliquer à une voiture les mêmes concepts que ceux qui sont à la base de la réussite des montres Swatch. Hayek persévère dans son projet de créer une mini-voiture dotée de moteurs électriques montés dans les roues et d'une carrosserie aux couleurs interchangeables à volonté ; il envisage même un système de location de ses voitures en libre-service. Il commence le design d'une voiture à deux places au sein de sa propre entreprise, Hayek Engineering AG, avant de changer d'orientation pour rechercher un partenaire industriel en 1991. Les premières négociations avec les constructeurs automobiles français Renault et PSA ne réussissent pas ; aussi, Hayek se tourne-t-il vers le groupe allemand Volkswagen, qui accepte de s'engager dans le développement de ce nouveau type de voiture. La société SMH-Volkswagen voit le jour au cours de l’été 1991, avec pour objectif la coproduction germano-suisse de la Swatchmobile. [réf. nécessaire]

#### 1993-1997: naissance de la Smart
Volkswagen se retire du projet de la Swatchmobile en janvier 1993 en raison de défis techniques jugés trop compliqués pour une rentabilité trop aléatoire selon la direction de Volkswagen. Nicolas Hayek cherche donc un autre partenaire. Après le refus de General Motors, il trouve un accord avec Mercedes-Benz, qui trouve en la smart l'occasion de concrétiser le projet de Johann Tomforde. Ensemble, en 1994, ils créent la société Micro Compact Car AG, détenue à 51 % par Daimler-Benz et à 49 % par la Société de microélectronique et d'horlogerie.
Après la présentation de deux prototypes : l’Eco Sprinter et l’Eco Speedster, l’allure de la future smart se précise en 1995 avec le MCC City-Coupé. Trouvant que cette version ne correspond pas à l'image innovante qu'il avait prévue, Nicolas Hayek poursuit le développement de sa Swatchmobile au sein de la SMH.
Le nom de marque « smart » est créé en 1995 par contraction de Swatch, de Mercedes et du mot « art ». À son lancement, la smart est disponible en trois couleurs vives (rouge, jaune, bleu) qui se démarquent nettement des couleurs plus neutres de la plupart des gammes d'automobiles de l’époque. Smart ajoutera ultérieurement le blanc et le noir comme Renault l'avait fait pour sa Twingo.
En raison du gabarit de la voiture, il est décidé de construire un nouveau site de production. Après de nombreuses recherches et en pleine période de construction européenne, c’est le site d’Hambach en Moselle (France) qui est choisi. L'inauguration de l'usine a lieu le 27 octobre 1997 en présence du président Jacques Chirac et du chancelier Helmut Kohl. En septembre 2015, un référendum d'entreprise, de nature consultative, conduit au passage des 35 heures aux 39 heures, avec 56 % des 800 salariés en faveur de cette décision (74 % chez les 385 cadres, mais seulement 39 % des suffrages chez les 367 ouvriers). Cette démarche est toutefois soupçonnée de «chantage à l'emploi», thèse appuyée par ce témoignage d'un ouvrier CGT : « Ils nous ont expliqué que si 75 % des salariés n’avaient pas signé leur avenant, un plan social serait lancé, l’usine fermerait et la production de la quatrième version de la Fortwo serait délocalisée en 2018 à Novo Mesto, en Slovénie, où le groupe produit déjà la smart Forfour ». Le référendum d'entreprise est de plus une pratique non encadrée par la loi. De fait, rien n'oblige la direction à se plier au résultat au cas où celui-ci lui déplaît.

#### 1997-1998: débuts difficiles
En décembre 1997, sur le point d’être commercialisée, une Classe A échoue au test de l’élan (le moose test). On apprendra par un magazine, à la suite d'une enquête, que la voiture avait été « modifiée ». La smart fait l'objet de modifications techniques pour s'assurer qu'elle ne subisse pas le même sort et la commercialisation est repoussée à juillet 1998.
En octobre 1998, la smart City-Coupé est lancée en Europe.
Les investissements nécessaires pour poursuivre le projet étant devenus trop importants, Nicolas Hayek quitte le partenariat et le groupe Daimler-Chrysler prend le contrôle total de MCC.
En 2007, la marque parvient à l'équilibre financier après une période difficile de dix ans. Entre 2003 et 2006, l'entreprise a perdu près de quatre milliards d'euros.

#### Délocalisation en Chine et fin de la production Hambach

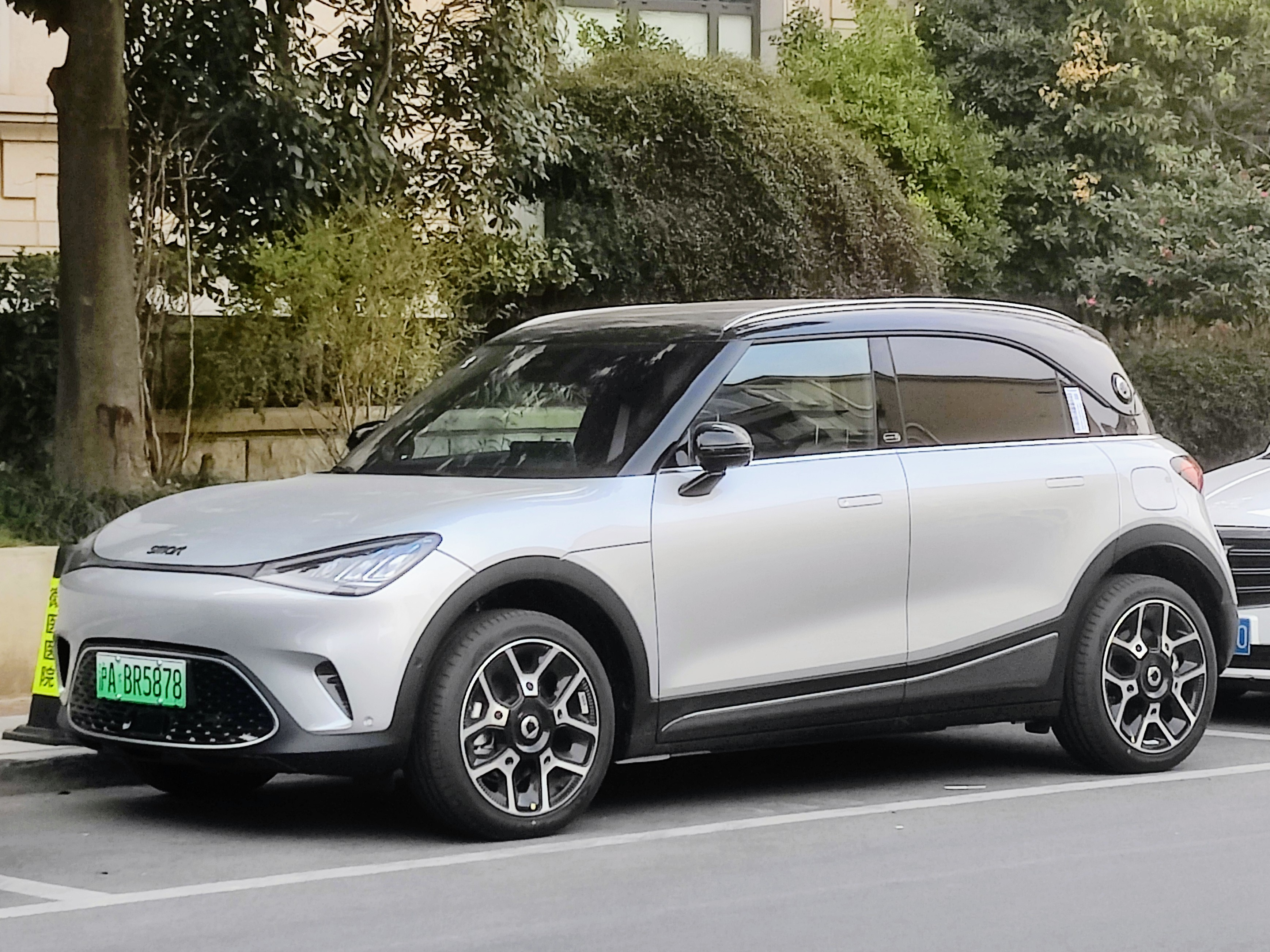
smart #1

En 2019, smart décide de recentrer à l'avenir sa gamme sur des versions électriques, du fait de sa difficulté sur le marché, faute de demande suffisante et aussi par rapport aux normes strictes. Daimler annonce alors un accord avec le constructeur chinois Geely, qui rachète 50 % des parts de Smart. Ceci doit mener à la délocalisation des futures Smart vers la Chine, très demandeuse de citadines électriques, alors qu'elles étaient originellement produites à Hambach en France. Les salariés des sous-traitants, partenaires sur le site de l'usine, sont en grève plusieurs semaines en juin 2019 pour tenter de préserver leurs emplois. La production sur le site historique de Hambach devra cesser en 2024. L'usine est reprise par Ineos pour y produire le 4x4 Grenadier.
En 2022, Smart présente son futur SUV électrique Smart #1 produit en Chine.

### Identité visuelle (logo)

Logo de Smart à la sortie de la 1re Smart en 1998.
Logo à la reprise par Daimler correspond à l’arrivée de la Smart Forfour.
Logo depuis 2009.
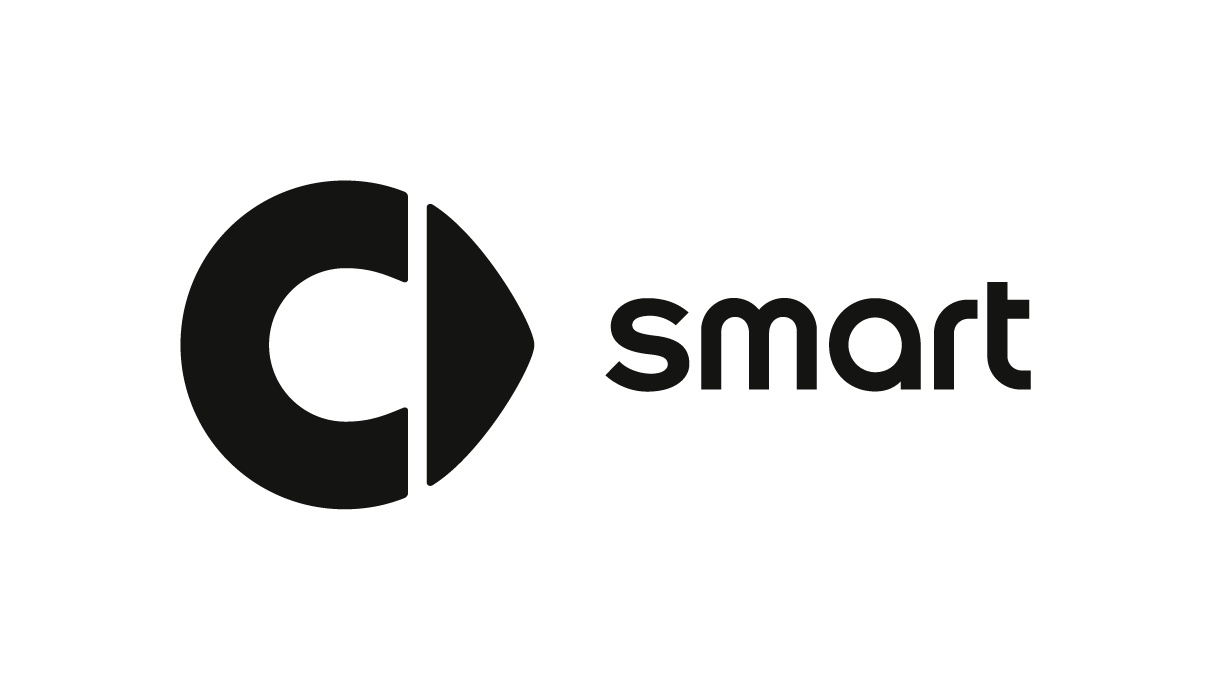
Logo depuis 2019.

Le logotype de la marque utilise une police de caractères en minuscules qui incorpore un « c » pour « compact ».

### Slogans
- 1998-2005 : reduce to the max (littéralement « réduire au maximum »)
- depuis 2005 : open your mind (traduit par « une autre idée de la vie »)

## Le concept originel
Avec 2,50 m de longueur, la smart peut se garer plus facilement qu'une berline souvent plus longue d'un mètre, même perpendiculairement au trottoir (pratique contraire au Code de la route en France, mais parfois tolérée dans les grandes agglomérations). Aujourd’hui certaines aires de stationnement payant proposent des demi-places à demi-tarif pour les conducteurs de smart.
Les concessions traditionnelles avec salle d'exposition sont remplacées par des smart centers en libre-service. Les voitures sont présentées dans une tour de verre transparente et les clients peuvent en prendre possession le jour même de l'achat, mettant fin aux délais de livraison habituels. À son lancement, la smart est même disponible à la vente sur internet, sauf dans les pays (par exemple en France) où, pour des raisons légales, il est obligatoire de finaliser la vente en concession.
Sa taille et son poids réduits font qu'elle consomme peu et émet moins de pollution qu'un véhicule plus grand et plus lourd, ce qui lui permet de figurer parmi les voitures les moins émettrices de CO2.
Dès le début, la smart est conçue et assemblée autour d’une cellule de sécurité en acier rigide appelé Tridion. Reconnaissable à sa couleur différente du reste de la carrosserie, cette cellule protège les occupants en cas de choc, avec une résistance à l'impact comparable à celle d'un camion[réf. nécessaire]. D'autres éléments de sécurité passive, par exemple un caisson de déformation, des sièges intégraux de sécurité, ou des airbags, ainsi que des éléments de sécurité active comme l'ESP et l'ABS, sont incorporés dans le véhicule.
Personnalisation
Les panneaux de carrosserie en plastique coloré, appelés Tridion, sont interchangeables et permettent de modifier la couleur de la voiture selon les souhaits du propriétaire.

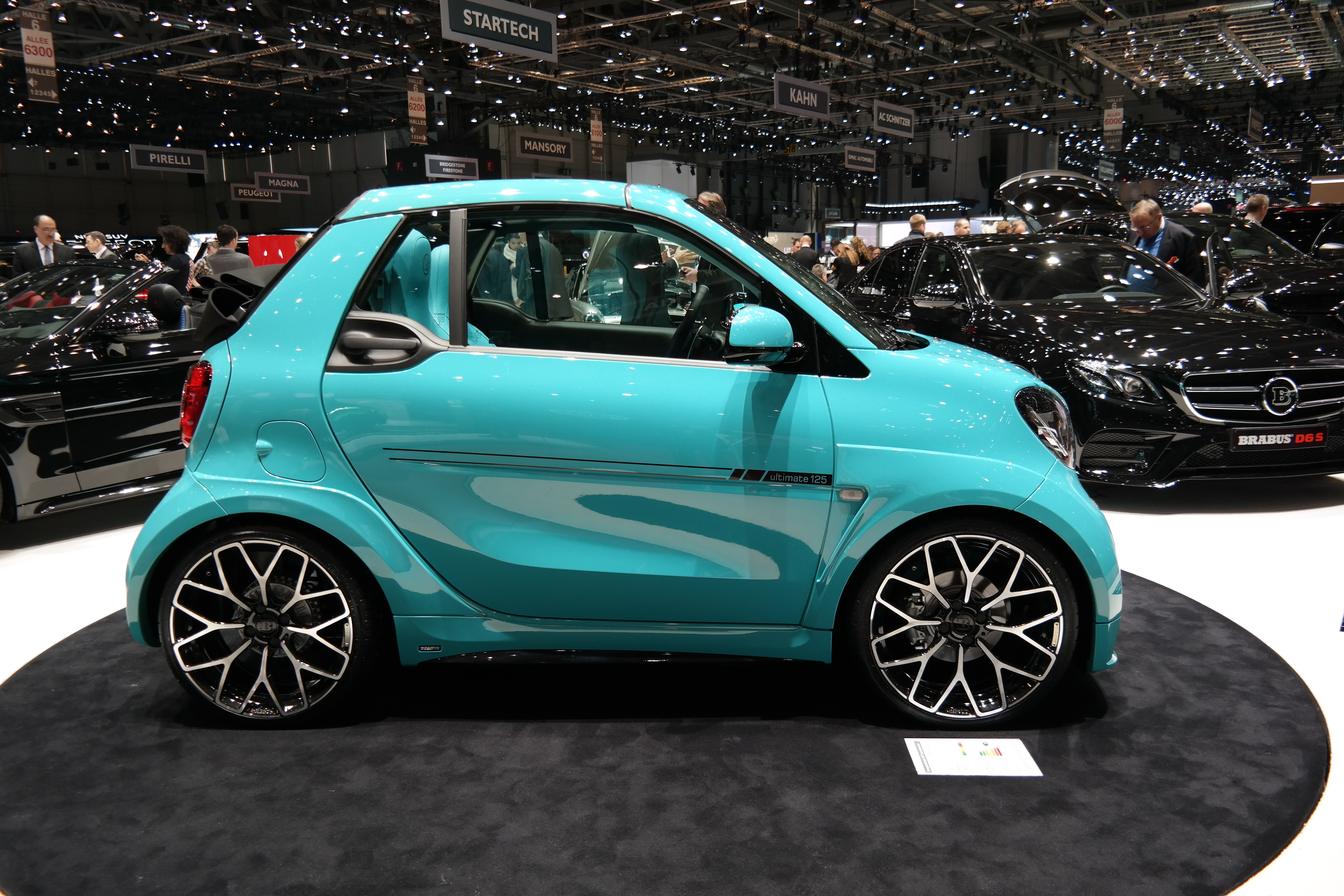
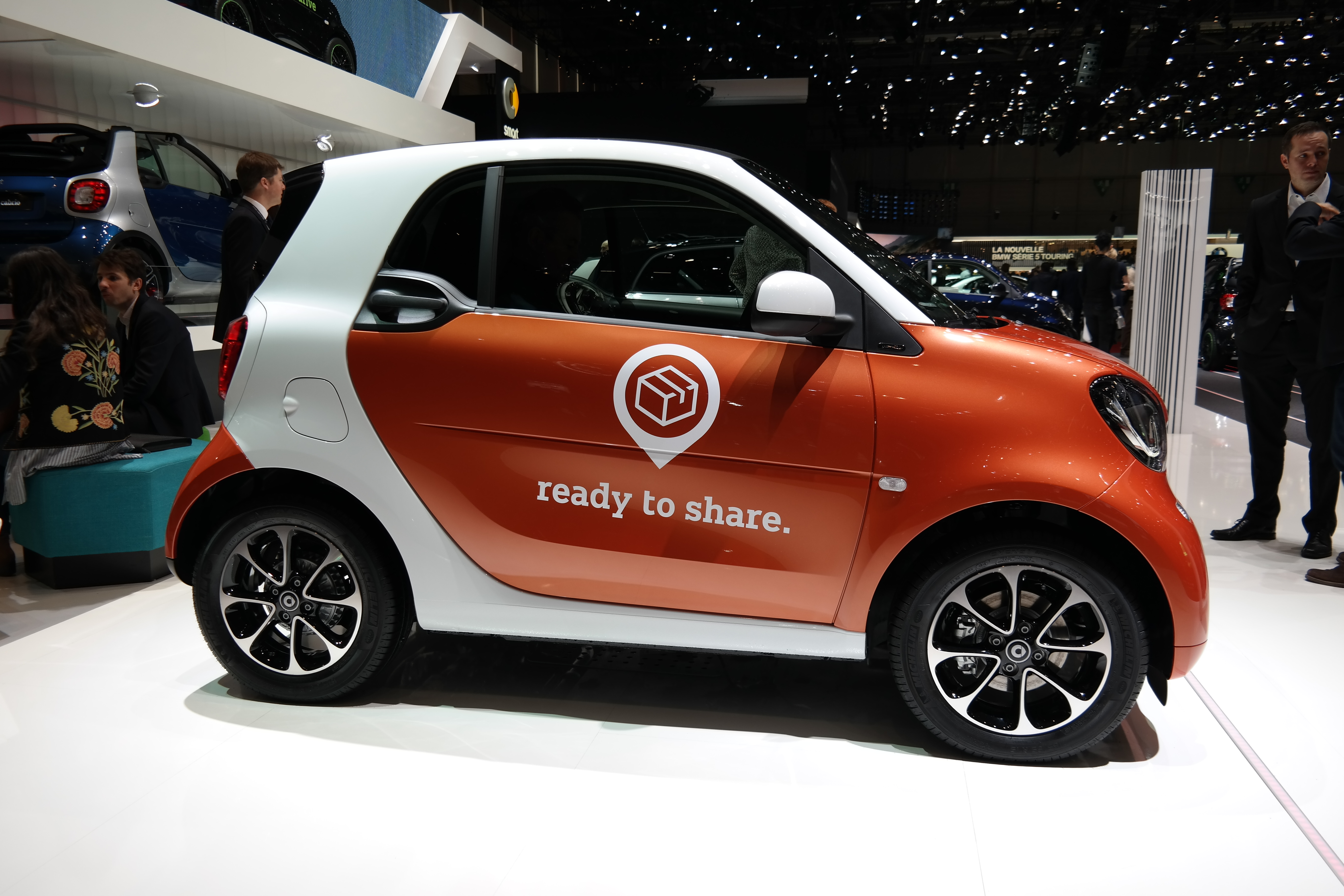
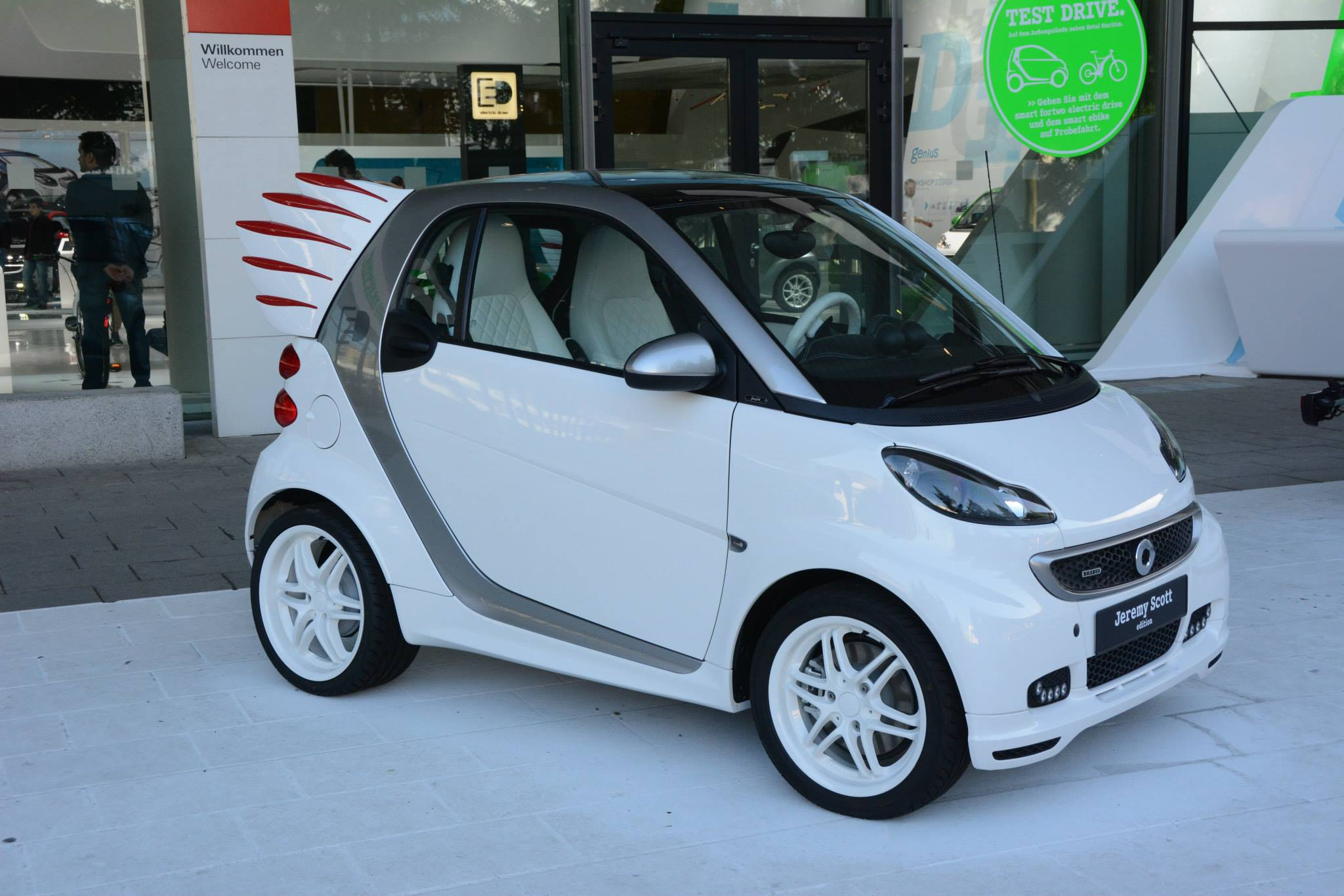
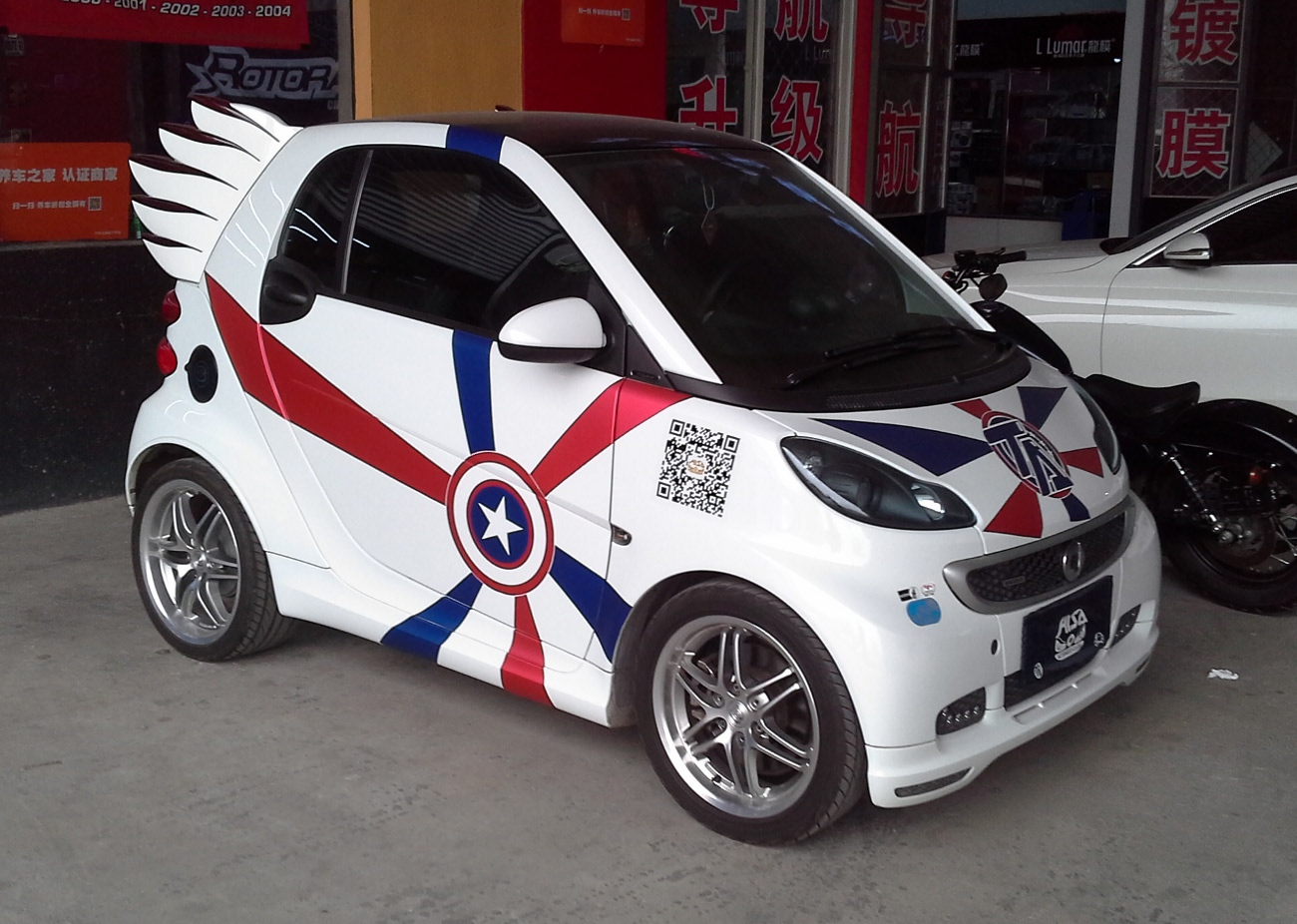

## Modèles
La marque est surtout connue pour avoir créé le segment des micro-citadines deux places ; elle a tenté d’appliquer son concept à d'autres types de véhicules : roadster et berline cinq portes ; un projet de tout-terrain a aussi été envisagé avant d'être abandonné en raison de ses difficultés financières.
| Année de production | Modèle                                                  | Photo |
| 1998 – 2007         | Smart Fortwo I (City-Coupé & City-Cabrio jusqu'en 2004) |       |
| 2002                | Smart Crossblade                                        |       |
| 2003 – 2005         | Smart Roadster                                          |       |
| 2004 – 2006         | Smart Forfour                                           |       |
| 2007 – 2015         | Smart Fortwo II                                         |       |
| 2014 – 2024         | Smart Fortwo III                                        |       |
| 2014 – 2021         | Smart Forfour II                                        |       |
| 2022 - Présent      | Smart #1                                                |       |
| 2023 - Présent      | Smart #3                                                |       |

### Prototypes et concept cars

#### Eco sprinter et eco speedster
Ces deux concept cars sont présentés le 4 mars 1994 lors de l’annonce de la création de MCC.
L’Eco Sprinter coupé est doté d’un moteur électrique de 40 kW et le cabriolet Eco Speedster dispose d’un moteur essence trois cylindres. Les deux modèles bénéficient déjà d’une transmission aux roues arrière et d’un groupe motopropulseur sous plancher : la même architecture que celle de la future smart.

#### Salon d'Atlanta 1996
À l’occasion de Jeux Olympiques d’Atlanta en 1996, smart expose au grand public ce que l’on peut considérer comme la première smart. Sans porte, elle offre un intérieur spacieux et surprenant avec ses sièges ergonomiques et son levier de vitesse/balle de tennis. Non encore munie de sa cellule Tridion, la smart présentée à Atlanta dispose déjà des phares à double ellipse.
Une étude similaire présentée au Salon de Francfort cette même année obtient le prix européen du design.

#### Salon de Paris 1996
Présenté à l’occasion du Salon de l’Automobile de Paris, le « modular concept car » ressemble au modèle d’Atlanta. Mais la structure a évolué. La carrosserie est désormais composée de 2 matières distinctes : des panneaux interchangeables indépendants et une structure métallique rigide, la future « cellule tridion ». Clairement affichée par une carrosserie bicolore, cette différence de matière devient signe de reconnaissance des nouveaux modèles smart.

#### City-coupé fashion victim
En 1997, smart présente à Francfort un modèle qui n’est plus vraiment un concept car. Très proche de la version de série prévue pour l’année suivante, le City-coupé fashion victim a les lignes et l'intérieur de la future smart. Les seules différences par rapport au futur modèle de série sont des panneaux de carrosserie avec des reflets aluminium et une cellule tridion brillante, ainsi que des sièges en cuir et tissus métallisés.

#### Concept #5
Le Smart Concept #5 est présenté au salon de Pékin 2024

### La gamme jusqu'en 2007

#### Smart City-coupé

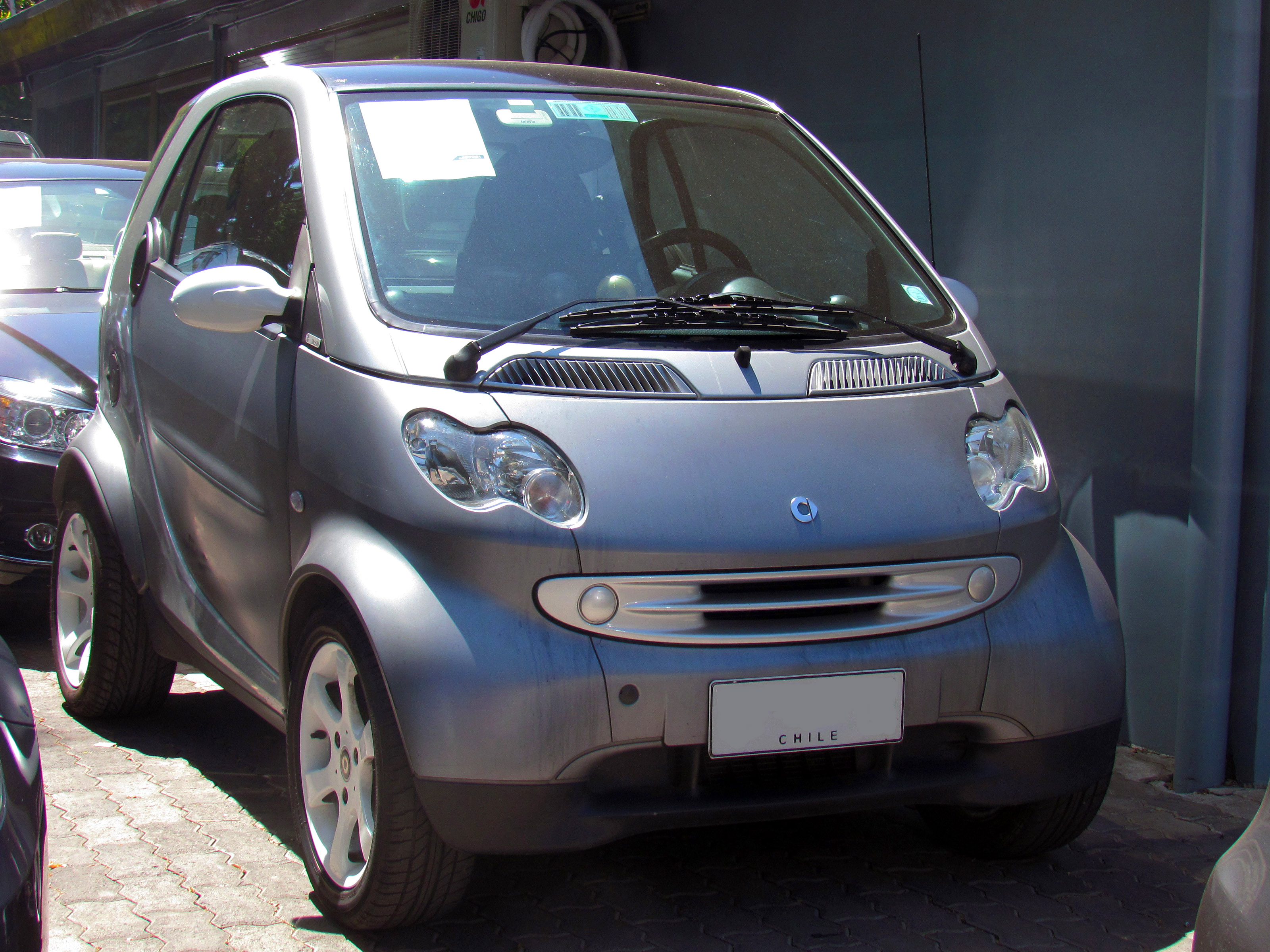
Une smart Fortwo première génération

La première smart de série est lancée simultanément dans 5 pays européens le 3 octobre 1998. Construite dans l’usine d’Hambach, ce modèle est l’aboutissement de toutes les études stylistiques précédentes. Seule voiture dans son segment, la smart city-coupé suscite de l'intérêt, notamment grâce à ses avantages en ville : facilité de stationnement et consommation raisonnable. Le seul aspect qui freine son succès est son prix, qui est légèrement revu à la baisse dès les premiers mois.
Le City-coupé sera produit sous l'appellation « smart Fortwo » jusqu'à son changement de nom en 2007. Il est produit en cinq modèles avec moteur à essence (0,6 L de 45ch, 0,6 L de 55ch, 0,6 L de 60ch, 0,7 L de 50ch et 0,7 L de 60ch) et un modèle à moteur diesel : 0,8 L cdi de 40ch.

#### Smart Cross-blade

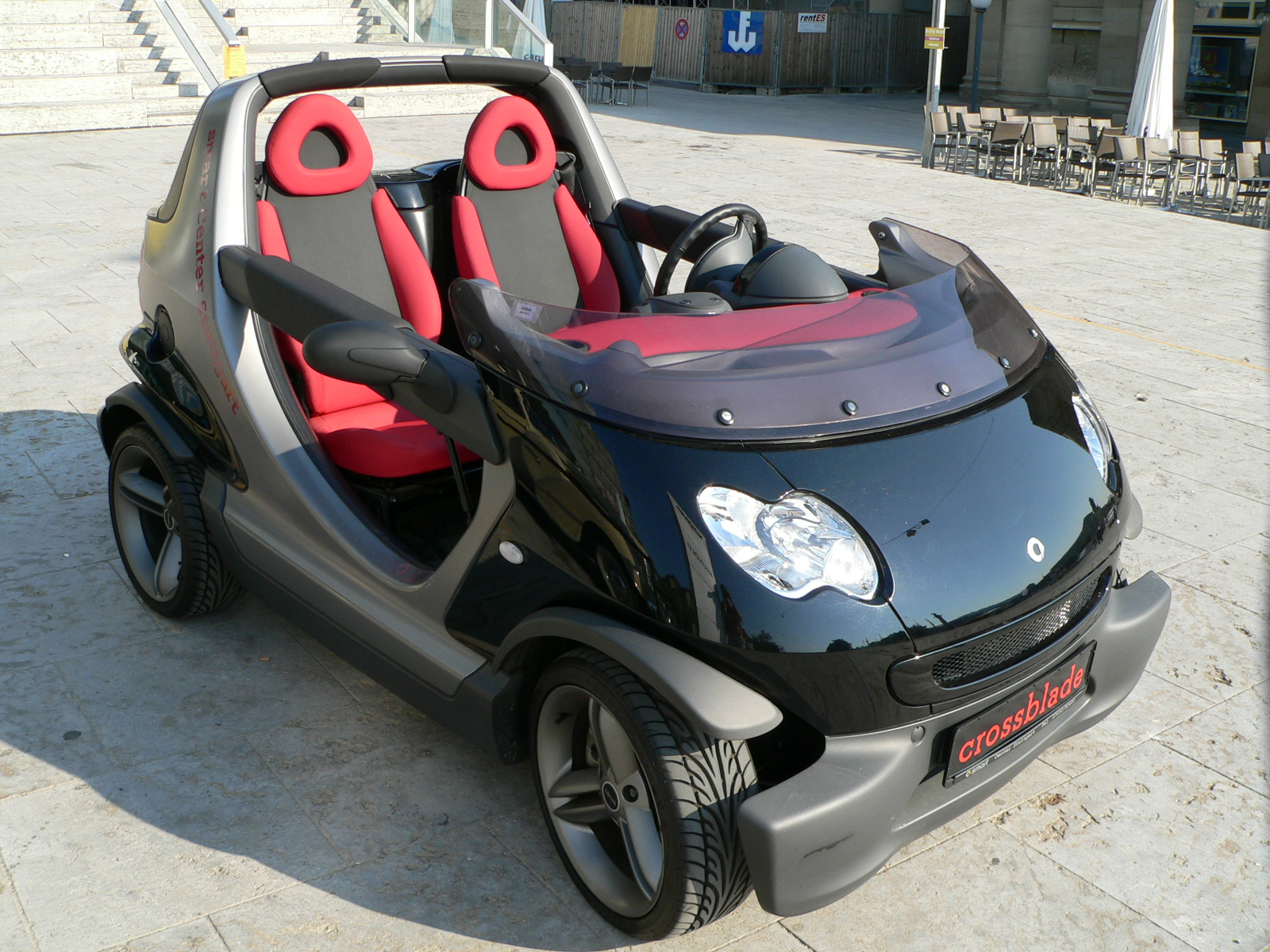
Une smart Cross-blade

Le Cross-blade de smart sort de la construction habituelle d'une voiture en ce qu'il ne comporte ni pare-brise, ni toit, ni porte. Cette étude, présentée en 2001 à Genève, sera finalement commercialisée en série limitée à 2000 exemplaires l’année suivante. Le moteur suprex-turbo de 599 cm3 et 70cv est limité à une vitesse maximale de 135 km/h, et l’absence de pare-brise oblige au port d’un casque ou de lunettes spéciales au-dessus de 25 km/h.
Un des premiers propriétaires de smart Cross-blade est le chanteur Robbie Williams, qui, en 2002, obtient à sa demande le numéro 0008.

#### Smart Roadster

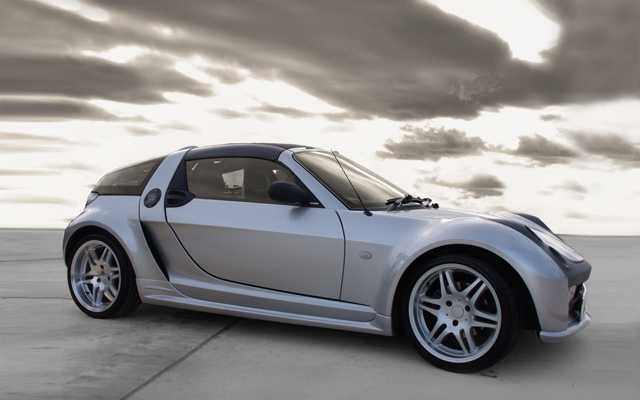
Un smart Roadster

Dès 1998, les ingénieurs de la firme ont l’idée d’appliquer la philosophie de la voiture micro à un modèle sportif pour répondre aux attentes d'un public qui apprécie les voitures de ce type, et par son aspect atypique la smart « Roadster » est le résultat de cette recherche. Après un premier concept car présenté en 2000 à Paris, deux modèles sont lancés en avril 2003: la smart Roadster et la smart Roadster coupé. Son design et sa conduite rappellent les Roadsters anglais des années 1960, avec des motorisations peu puissantes et un poids réduit à 800 kg.
La production de la Roadster s'est arrêtée en novembre 2005.

#### Smart Forfour
En avril 2004, smart lance sa première berline cinq portes pour quatre personnes. Fabriquée aux Pays-Bas en collaboration avec Mitsubishi, elle partage la plateforme de la Mitsubishi Colt. Elle reprend tous les attributs de la marque : taille réduite, carrosserie bicolore, cellule Tridion. Cependant, ce modèle ne rencontrera pas le succès escompté et sa production sera arrêtée en avril 2006.
L'arrêt précoce de fabrication de ces deux modèles (Roadster et Forfour) est imputable à la faiblesse des ventes et a été décidé par le groupe DaimlerChrysler.[réf. souhaitée]

### La gamme entre 2007 et 2014

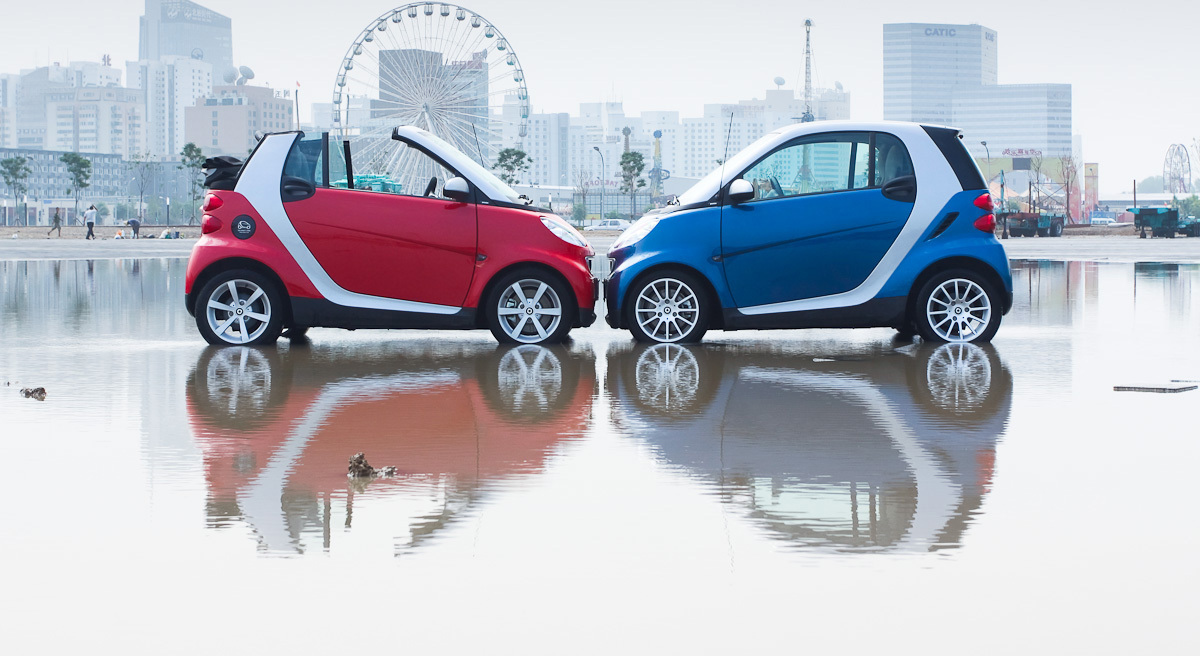
Une smart Fortwo mhd cabriolet (à gauche) et d'un smart Fortwo mhd coupé (à droite)

#### La smart Fortwo2egénération
En 2007, après l'abandon du projet de SUV Formore et la fin de production prématurée des modèles Roadster et Forfour pour cause de la faiblesse des ventes, il ne reste à smart que le modèle initial Fortwo (comme il est ainsi désigné après l'abandon de l'appellation initiale «City-Coupé» en 2003). Ce modèle ayant presque dix ans, et malgré de nombreuses améliorations apportées, un renouvellement s'impose ; cependant, la marque ne fait pas le choix d'une transformation radicale. La ligne générale de la deuxième génération de la Fortwo est très proche de celle que la précède. Cependant, bien qu'elle garde le même nom et reprenne le concept de la smart d’origine, cette nouvelle génération de la Fortwo représente un tournant marquant dans l’histoire de la smart.
La Fortwo II présente des modifications qui rendent l'intérieur plus confortable et permettent davantage d'agilité et de sécurité dans la conduite, ainsi que des performances environnementales accrues. Pour mieux conformer aux attentes du marché américain, la voiture subit de nombreuses transformations : elle mesure désormais 2,69 m soit 19 cm de plus que la version précédente, possède un coffre plus grand de 30 % (220 litres), et propose de nouveaux équipements ; la sécurité passive a été améliorée et les moteurs sont à la fois plus puissants et plus sobres.
Cette 2e génération de smart est ensuite très légèrement restylée en 2009 et plus profondément en février 2012.

#### La Smart Fortwo coupé
Disponible avec un toit en verre panoramique ou un toit en dur, la smart Fortwo coupé est le modèle smart le plus vendu.

#### La Smart Fortwo cabrio
Cette version de la smart propose une capote en toile 3 couches entièrement électrique.

#### Les lignes d’équipements
Les lignes de finition smart sont identiques depuis le lancement.
Pure
C'est la ligne de finition la plus simple : tridion noir, toit en dur (pour la coupé), boite de vitesses «softip» permettant de passer les rapports sans embrayage. Cette finition comporte trois motorisations : 45 kW mhd, 52 kW mhd et 40 kW cdi.
Pulse
Une ligne de finition plus sportive qui propose entre autres caractéristiques une cellule tridion disponible en 3 couleurs (noir, blanc, argent), un bas de caisse bodypanel plus package, des jantes en aluminium à trois branches, un toit panoramique (pour la coupé), des vitres électriques et des compteurs ronds façon cockpit. Cette ligne est produite en 3 motorisations : 52 kW mhd, 62 kW et 40 kW cdi.
Passion
Ce niveau de finition est le plus complet avec une cellule tridion en trois couleurs (noir, blanc, argent), un bas de caisse bodypanel plus package, des jantes aluminium à douze branches, un toit panoramique (pour la coupé), des vitres électriques, un volant en cuir et un levier de vitesse softouch automatique. Cette version est produite en 3 motorisations : 52 kW mhd, 62 kW et 40 kW cdi.
Brabus
Le préparateur allemand Brabus est également le préparateur officiel de smart. La version Brabus de la smart Fortwo est une version sportive de la smart avec un moteur turbo spécifique de 75 kW (102 ch) et de 999 cm3 et le réglage « sportif » de la boîte de vitesses.
Au-delà du moteur, Brabus s’est attaché à modifier quasiment tous les éléments de la smart, faisant de la smart Brabus une version aisément reconnaissable avec un aspect sportif qui est fortement orienté vers une clientèle masculine. Cette version est produite avec les équipements suivants en série : la transmission softouch, un toit panoramique, un pot d’échappement central « Brabus » et jupe arrière, des poignées en aluminium, un volant sport à trois branches, et l'horloge et compte-tours « Brabus ».
Brabus Xclusive
La finition Brabus Xclusive est la plus sportive et la plus « exclusive » des finitions smart. Cette version est produite avec les équipements de la smart Brabus, auxquels sont ajoutés un spoiler avant couleur carrosserie, des sièges en cuir chauffants, un bloc de projecteurs noir, une suspension rébaissée Brabus sports, et d'autres finitions se voulant haut de gamme.

##### Personnalisation
Un des principes de base de la vision de smart est de transformer la voiture en un accessoire ludique et personnalisable permettant à chacun de modeler sa smart à son image. L'entreprise a donc établi le programme « stickers by smart » qui permet aux propriétaires de smart de personnaliser leur véhicule à l’aide d’un autocollant réservé à cet usage, à poser soi-même ou avec l’aide d’un spécialiste dans un smart center.
La personnalisation à un degré extrême est aussi présente dans le concept de la smart Brabus « tailor made » (taillé sur mesure). Smart offre ainsi au propriétaire de cette version l'option de personnaliser son véhicule en de multiples points de manière à faire une pièce unique et inimitable. De multiples couleurs, équipements, de tissus et d'autres éléments peuvent être combinés.

### La gamme depuis 2022

#### Smart #1

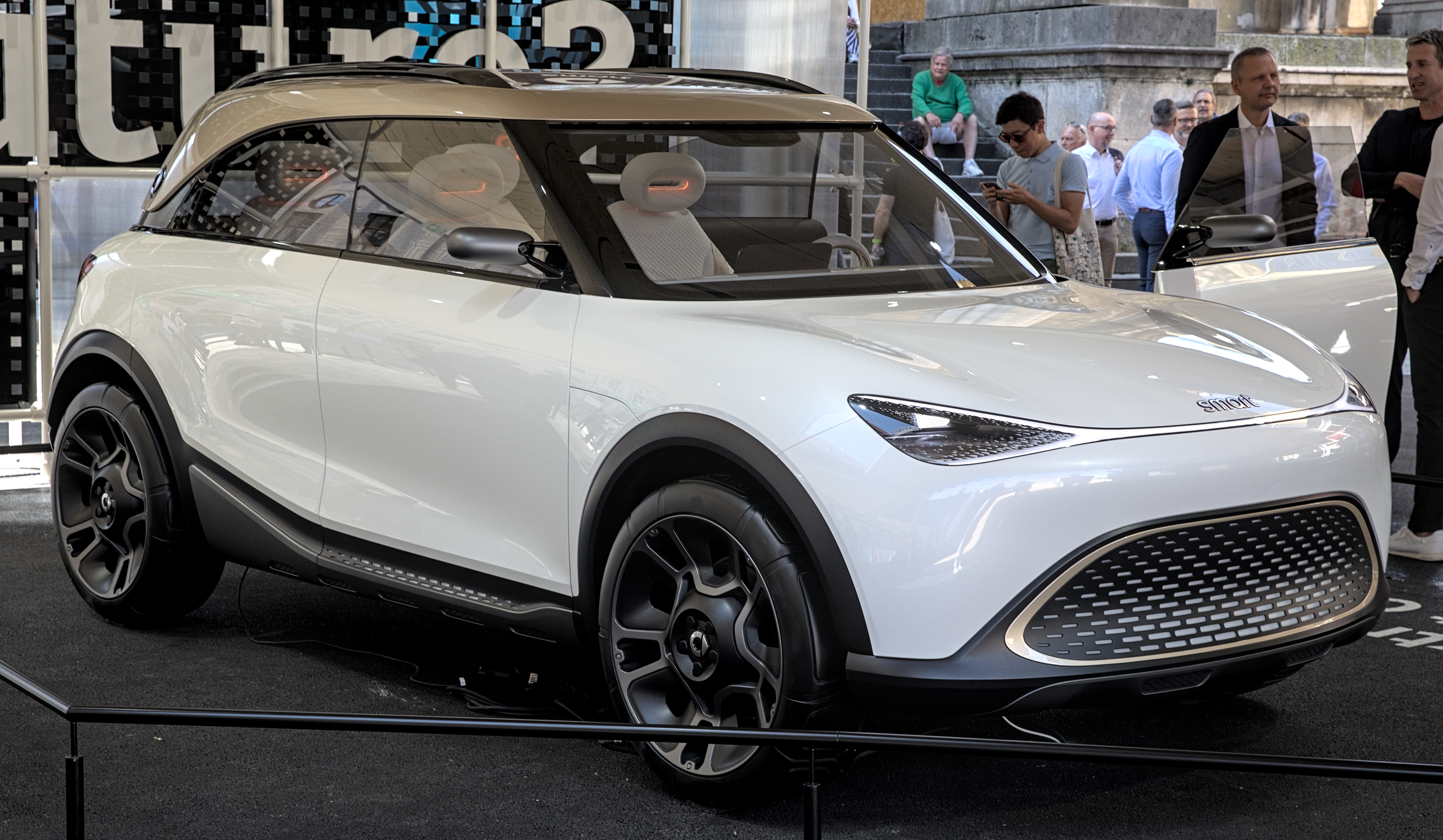
smart Concept #1

En décembre 2020, Daniel Lescow, vice-président des ventes mondiales de Smart, annonce l'arrivée future d'un SUV, qui sera électrique. Produit en Chine dès 2023, il repose sur une plateforme partagée avec d'autres marques automobiles du groupe Geely (Volvo, Polestar et Lynk&Co) et baptisée SEA (Sustainable Electric Architecture). Cette plateforme peut accueillir jusqu'à trois moteurs électriques. Le 18 mai 2021, Smart confirme cette annonce en dévoilant deux illustrations ainsi qu'un détail du montant C du véhicule, où est apposé le logo de la marque. Gorden Wagener, patron du design du Groupe Daimler, est à l'origine du design du SUV Smart Concept #1 dévoilé au salon de Munich 2021.

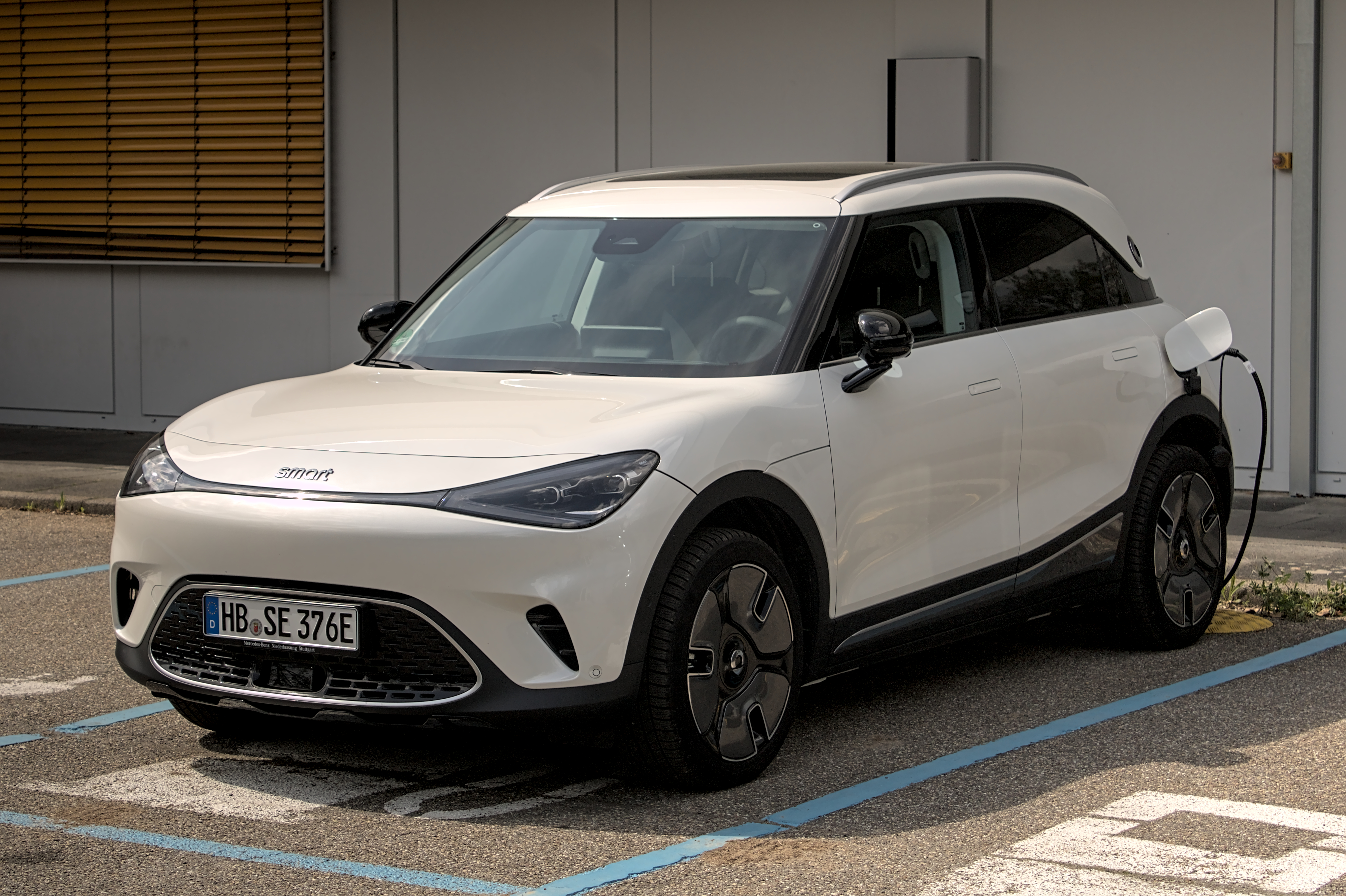
smart #1

Le modèle de série est dévoilé le 7 avril 2022. Son nom définitif est #1, comme l'annonce Smart en février 2022. On y découvre un modèle dont les lignes sont proches de celles du concept car le préfigurant, avec notamment une signature lumineuse très similaire, de même que la chute de toit sur la custode avec le logo Smart. On peut distinguer des poignées de porte rétractables afin de soigner l'aérodynamisme.

#### Smart #3

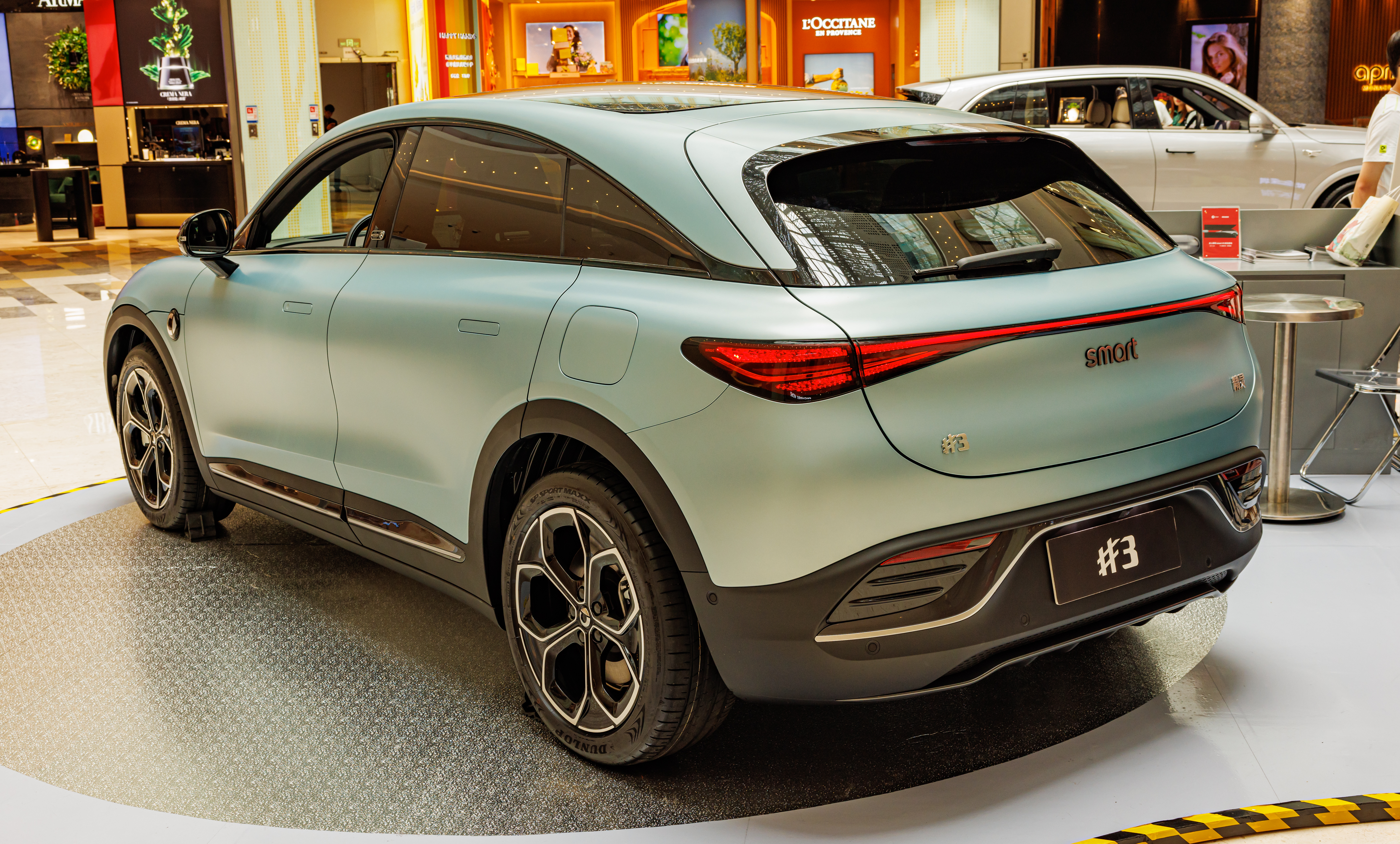
smart #3

Présentée le 18 avril 2023 au salon automobile de Shanghai, la smart #3 est le crossover coupé électrique produit par le constructeur automobile smart à partir de 2023.  Créée par l’équipe de design Mercedez-Benz, le véhicule combine une allure plus sportive tout en conservant une connectivité de pointe. En effet, le design de la smart #3 se définit par des lignes rondes et des courbes athlétiques, offrant un coefficient de traînée de seulement 0,27 (contre 0,29 pour la #1). Tout comme la #1, la #3 repose sur la plateforme technique SEA (Sustainable Electric Architecture) spécifique aux modèles électriques du Groupe Geely.

#### Smart #5
La Smart #5 est un SUV familial à motorisations électriques dévoilé le 14 juin 2024 en Chine.

## Véhicules électriques

### La Smart Electric Drive
Cette version électrique de la smart Fortwo a été conçue dès les premières esquisses de la biplace, mais ce n’est qu’en 2009 que smart dévoile la smart Electric Drive. Elle est commercialisée depuis octobre 2012 et comme toutes les smart, elle est produite sur le site de Hambach, en France.
Le concept smart se base sur une voiture de très petite taille et de poids réduit pour minimiser la consommation et les émissions polluantes. En conséquence, des modèles de smart figure parmi les plus petits émetteurs de dioxyde de carbone.
En 2007, la smart Fortwo electric drive est testée en conditions réelles sur les routes de Londres.
L’opération est reconduite deux ans plus tard, en Europe avec 1 500 véhicules déployés, en Amérique du Nord et en Asie. Ces véhicules sont mis à disposition de clients smart présélectionnés, pour une durée de quatre ans ou une distance parcourue de 60 000 km. Annoncée en 2009, la smart Electric Drive est finalement commercialisée à partir de 2012.

### Vision EQ Fortwo
Sous un programme étiqueté « urban mobility 2.0 », le constructeur lance son ebike, un « electric bike » ou vélo électrique. Équipé d’un moteur de 250 watts, il sera alimenté par une batterie lithium-ion capable de parcourir jusqu’à 100 km après recharge complète.
Smart présente un concept car au Salon de Francfort 2017, entièrement électrique qui préfigure la mobilité urbaine du futur. Elle s'appelle Vision EQ Fortwo et préfigure la version écologique de la Fortwo pour 2022.
Depuis fin 2018, les modèles de Smart deviennent électriques et la marque est renommée Smart EQ.

## Export
- 2000 : Arrivée en Grande-Bretagne
- 2008 : Arrivée aux États-Unis (version électrique en 2010)
- 2009 : Arrivée officielle en Chine
- 2012 : Arrivée en Russie

## Chiffres de vente
| 1998 | 21 100  | 21 100  | 21 100  | 21 100  | 21 100  | 21 100  | 21 100  | 21 100  | 21 100  | 21 100  | 21 100  |         |         |         |         |         |         |         |         |         |         |         |         |         |         |         |         |         |         |         |         |         |         |         |         |         |         |         |         |         |         |         |         |         |         |         |         |         |         |         |         |         |         |         |         |         |         |         |         |         |         |         |         |         |         |         |         |         |         |         |         |         |         |         |         |         |         |  |  |  |  |  |  |  |  |  |  |  |  |  |  |  |  |  |  |  |  |  |  |  |
| 1999 | 80 600  | 80 600  | 80 600  | 80 600  | 80 600  | 80 600  | 80 600  | 80 600  | 80 600  | 80 600  | 80 600  | 80 600  | 80 600  | 80 600  | 80 600  | 80 600  | 80 600  | 80 600  | 80 600  | 80 600  | 80 600  | 80 600  | 80 600  | 80 600  | 80 600  | 80 600  | 80 600  | 80 600  | 80 600  | 80 600  | 80 600  | 80 600  | 80 600  | 80 600  | 80 600  | 80 600  | 80 600  | 80 600  | 80 600  | 80 600  | 80 600  |         |         |         |         |         |         |         |         |         |         |         |         |         |         |         |         |         |         |         |         |         |         |         |         |         |         |         |         |         |         |         |         |         |         |         |         |  |  |  |  |  |  |  |  |  |  |  |  |  |  |  |  |  |  |  |  |  |  |  |
| 2000 | 101 100 | 101 100 | 101 100 | 101 100 | 101 100 | 101 100 | 101 100 | 101 100 | 101 100 | 101 100 | 101 100 | 101 100 | 101 100 | 101 100 | 101 100 | 101 100 | 101 100 | 101 100 | 101 100 | 101 100 | 101 100 | 101 100 | 101 100 | 101 100 | 101 100 | 101 100 | 101 100 | 101 100 | 101 100 | 101 100 | 101 100 | 101 100 | 101 100 | 101 100 | 101 100 | 101 100 | 101 100 | 101 100 | 101 100 | 101 100 | 101 100 | 101 100 | 101 100 | 101 100 | 101 100 | 101 100 | 101 100 | 101 100 | 101 100 | 101 100 | 101 100 |         |         |         |         |         |         |         |         |         |         |         |         |         |         |         |         |         |         |         |         |         |         |         |         |         |         |  |  |  |  |  |  |  |  |  |  |  |  |  |  |  |  |  |  |  |  |  |  |  |
| 2001 | 119 800 | 119 800 | 119 800 | 119 800 | 119 800 | 119 800 | 119 800 | 119 800 | 119 800 | 119 800 | 119 800 | 119 800 | 119 800 | 119 800 | 119 800 | 119 800 | 119 800 | 119 800 | 119 800 | 119 800 | 119 800 | 119 800 | 119 800 | 119 800 | 119 800 | 119 800 | 119 800 | 119 800 | 119 800 | 119 800 | 119 800 | 119 800 | 119 800 | 119 800 | 119 800 | 119 800 | 119 800 | 119 800 | 119 800 | 119 800 | 119 800 | 119 800 | 119 800 | 119 800 | 119 800 | 119 800 | 119 800 | 119 800 | 119 800 | 119 800 | 119 800 | 119 800 | 119 800 | 119 800 | 119 800 | 119 800 | 119 800 | 119 800 | 119 800 | 119 800 |         |         |         |         |         |         |         |         |         |         |         |         |         |         |         |         |         |  |  |  |  |  |  |  |  |  |  |  |  |  |  |  |  |  |  |  |  |  |  |  |
| 2002 | 123 100 | 123 100 | 123 100 | 123 100 | 123 100 | 123 100 | 123 100 | 123 100 | 123 100 | 123 100 | 123 100 | 123 100 | 123 100 | 123 100 | 123 100 | 123 100 | 123 100 | 123 100 | 123 100 | 123 100 | 123 100 | 123 100 | 123 100 | 123 100 | 123 100 | 123 100 | 123 100 | 123 100 | 123 100 | 123 100 | 123 100 | 123 100 | 123 100 | 123 100 | 123 100 | 123 100 | 123 100 | 123 100 | 123 100 | 123 100 | 123 100 | 123 100 | 123 100 | 123 100 | 123 100 | 123 100 | 123 100 | 123 100 | 123 100 | 123 100 | 123 100 | 123 100 | 123 100 | 123 100 | 123 100 | 123 100 | 123 100 | 123 100 | 123 100 | 123 100 | 123 100 | 123 100 |         |         |         |         |         |         |         |         |         |         |         |         |         |         |         |  |  |  |  |  |  |  |  |  |  |  |  |  |  |  |  |  |  |  |  |  |  |  |
| 2003 | 127 400 | 127 400 | 127 400 | 127 400 | 127 400 | 127 400 | 127 400 | 127 400 | 127 400 | 127 400 | 127 400 | 127 400 | 127 400 | 127 400 | 127 400 | 127 400 | 127 400 | 127 400 | 127 400 | 127 400 | 127 400 | 127 400 | 127 400 | 127 400 | 127 400 | 127 400 | 127 400 | 127 400 | 127 400 | 127 400 | 127 400 | 127 400 | 127 400 | 127 400 | 127 400 | 127 400 | 127 400 | 127 400 | 127 400 | 127 400 | 127 400 | 127 400 | 127 400 | 127 400 | 127 400 | 127 400 | 127 400 | 127 400 | 127 400 | 127 400 | 127 400 | 127 400 | 127 400 | 127 400 | 127 400 | 127 400 | 127 400 | 127 400 | 127 400 | 127 400 | 127 400 | 127 400 | 127 400 | 127 400 |         |         |         |         |         |         |         |         |         |         |         |         |         |  |  |  |  |  |  |  |  |  |  |  |  |  |  |  |  |  |  |  |  |  |  |  |
| 2004 | 152 100 | 152 100 | 152 100 | 152 100 | 152 100 | 152 100 | 152 100 | 152 100 | 152 100 | 152 100 | 152 100 | 152 100 | 152 100 | 152 100 | 152 100 | 152 100 | 152 100 | 152 100 | 152 100 | 152 100 | 152 100 | 152 100 | 152 100 | 152 100 | 152 100 | 152 100 | 152 100 | 152 100 | 152 100 | 152 100 | 152 100 | 152 100 | 152 100 | 152 100 | 152 100 | 152 100 | 152 100 | 152 100 | 152 100 | 152 100 | 152 100 | 152 100 | 152 100 | 152 100 | 152 100 | 152 100 | 152 100 | 152 100 | 152 100 | 152 100 | 152 100 | 152 100 | 152 100 | 152 100 | 152 100 | 152 100 | 152 100 | 152 100 | 152 100 | 152 100 | 152 100 | 152 100 | 152 100 | 152 100 | 152 100 | 152 100 | 152 100 | 152 100 | 152 100 | 152 100 | 152 100 | 152 100 | 152 100 | 152 100 | 152 100 | 152 100 | 152 100 |  |  |  |  |  |  |  |  |  |  |  |  |  |  |  |  |  |  |  |  |  |  |  |
| 2005 | 124 300 | 124 300 | 124 300 | 124 300 | 124 300 | 124 300 | 124 300 | 124 300 | 124 300 | 124 300 | 124 300 | 124 300 | 124 300 | 124 300 | 124 300 | 124 300 | 124 300 | 124 300 | 124 300 | 124 300 | 124 300 | 124 300 | 124 300 | 124 300 | 124 300 | 124 300 | 124 300 | 124 300 | 124 300 | 124 300 | 124 300 | 124 300 | 124 300 | 124 300 | 124 300 | 124 300 | 124 300 | 124 300 | 124 300 | 124 300 | 124 300 | 124 300 | 124 300 | 124 300 | 124 300 | 124 300 | 124 300 | 124 300 | 124 300 | 124 300 | 124 300 | 124 300 | 124 300 | 124 300 | 124 300 | 124 300 | 124 300 | 124 300 | 124 300 | 124 300 | 124 300 | 124 300 | 124 300 |         |         |         |         |         |         |         |         |         |         |         |         |         |         |  |  |  |  |  |  |  |  |  |  |  |  |  |  |  |  |  |  |  |  |  |  |  |
| 2006 | 102 700 | 102 700 | 102 700 | 102 700 | 102 700 | 102 700 | 102 700 | 102 700 | 102 700 | 102 700 | 102 700 | 102 700 | 102 700 | 102 700 | 102 700 | 102 700 | 102 700 | 102 700 | 102 700 | 102 700 | 102 700 | 102 700 | 102 700 | 102 700 | 102 700 | 102 700 | 102 700 | 102 700 | 102 700 | 102 700 | 102 700 | 102 700 | 102 700 | 102 700 | 102 700 | 102 700 | 102 700 | 102 700 | 102 700 | 102 700 | 102 700 | 102 700 | 102 700 | 102 700 | 102 700 | 102 700 | 102 700 | 102 700 | 102 700 | 102 700 | 102 700 | 102 700 |         |         |         |         |         |         |         |         |         |         |         |         |         |         |         |         |         |         |         |         |         |         |         |         |         |  |  |  |  |  |  |  |  |  |  |  |  |  |  |  |  |  |  |  |  |  |  |  |
| 2007 | 103 000 | 103 000 | 103 000 | 103 000 | 103 000 | 103 000 | 103 000 | 103 000 | 103 000 | 103 000 | 103 000 | 103 000 | 103 000 | 103 000 | 103 000 | 103 000 | 103 000 | 103 000 | 103 000 | 103 000 | 103 000 | 103 000 | 103 000 | 103 000 | 103 000 | 103 000 | 103 000 | 103 000 | 103 000 | 103 000 | 103 000 | 103 000 | 103 000 | 103 000 | 103 000 | 103 000 | 103 000 | 103 000 | 103 000 | 103 000 | 103 000 | 103 000 | 103 000 | 103 000 | 103 000 | 103 000 | 103 000 | 103 000 | 103 000 | 103 000 | 103 000 | 103 000 |         |         |         |         |         |         |         |         |         |         |         |         |         |         |         |         |         |         |         |         |         |         |         |         |         |  |  |  |  |  |  |  |  |  |  |  |  |  |  |  |  |  |  |  |  |  |  |  |
| 2011 | 101 996 | 101 996 | 101 996 | 101 996 | 101 996 | 101 996 | 101 996 | 101 996 | 101 996 | 101 996 | 101 996 | 101 996 | 101 996 | 101 996 | 101 996 | 101 996 | 101 996 | 101 996 | 101 996 | 101 996 | 101 996 | 101 996 | 101 996 | 101 996 | 101 996 | 101 996 | 101 996 | 101 996 | 101 996 | 101 996 | 101 996 | 101 996 | 101 996 | 101 996 | 101 996 | 101 996 | 101 996 | 101 996 | 101 996 | 101 996 | 101 996 | 101 996 | 101 996 | 101 996 | 101 996 | 101 996 | 101 996 | 101 996 | 101 996 | 101 996 | 101 996 |         |         |         |         |         |         |         |         |         |         |         |         |         |         |         |         |         |         |         |         |         |         |         |         |         |         |  |  |  |  |  |  |  |  |  |  |  |  |  |  |  |  |  |  |  |  |  |  |  |
| 2013 | 100 392 | 100 392 | 100 392 | 100 392 | 100 392 | 100 392 | 100 392 | 100 392 | 100 392 | 100 392 | 100 392 | 100 392 | 100 392 | 100 392 | 100 392 | 100 392 | 100 392 | 100 392 | 100 392 | 100 392 | 100 392 | 100 392 | 100 392 | 100 392 | 100 392 | 100 392 | 100 392 | 100 392 | 100 392 | 100 392 | 100 392 | 100 392 | 100 392 | 100 392 | 100 392 | 100 392 | 100 392 | 100 392 | 100 392 | 100 392 | 100 392 | 100 392 | 100 392 | 100 392 | 100 392 | 100 392 | 100 392 | 100 392 | 100 392 | 100 392 | 100 392 |         |         |         |         |         |         |         |         |         |         |         |         |         |         |         |         |         |         |         |         |         |         |         |         |         |         |  |  |  |  |  |  |  |  |  |  |  |  |  |  |  |  |  |  |  |  |  |  |  |
| 2014 | 89 844  | 89 844  | 89 844  | 89 844  | 89 844  | 89 844  | 89 844  | 89 844  | 89 844  | 89 844  | 89 844  | 89 844  | 89 844  | 89 844  | 89 844  | 89 844  | 89 844  | 89 844  | 89 844  | 89 844  | 89 844  | 89 844  | 89 844  | 89 844  | 89 844  | 89 844  | 89 844  | 89 844  | 89 844  | 89 844  | 89 844  | 89 844  | 89 844  | 89 844  | 89 844  | 89 844  | 89 844  | 89 844  | 89 844  | 89 844  | 89 844  | 89 844  | 89 844  | 89 844  | 89 844  |         |         |         |         |         |         |         |         |         |         |         |         |         |         |         |         |         |         |         |         |         |         |         |         |         |         |         |         |         |         |         |         |  |  |  |  |  |  |  |  |  |  |  |  |  |  |  |  |  |  |  |  |  |  |  |
| 2015 | 119 398 | 119 398 | 119 398 | 119 398 | 119 398 | 119 398 | 119 398 | 119 398 | 119 398 | 119 398 | 119 398 | 119 398 | 119 398 | 119 398 | 119 398 | 119 398 | 119 398 | 119 398 | 119 398 | 119 398 | 119 398 | 119 398 | 119 398 | 119 398 | 119 398 | 119 398 | 119 398 | 119 398 | 119 398 | 119 398 | 119 398 | 119 398 | 119 398 | 119 398 | 119 398 | 119 398 | 119 398 | 119 398 | 119 398 | 119 398 | 119 398 | 119 398 | 119 398 | 119 398 | 119 398 | 119 398 | 119 398 | 119 398 | 119 398 | 119 398 | 119 398 | 119 398 | 119 398 | 119 398 | 119 398 | 119 398 | 119 398 | 119 398 | 119 398 | 119 398 |         |         |         |         |         |         |         |         |         |         |         |         |         |         |         |         |         |  |  |  |  |  |  |  |  |  |  |  |  |  |  |  |  |  |  |  |  |  |  |  |
| 2016 | 144 479 | 144 479 | 144 479 | 144 479 | 144 479 | 144 479 | 144 479 | 144 479 | 144 479 | 144 479 | 144 479 | 144 479 | 144 479 | 144 479 | 144 479 | 144 479 | 144 479 | 144 479 | 144 479 | 144 479 | 144 479 | 144 479 | 144 479 | 144 479 | 144 479 | 144 479 | 144 479 | 144 479 | 144 479 | 144 479 | 144 479 | 144 479 | 144 479 | 144 479 | 144 479 | 144 479 | 144 479 | 144 479 | 144 479 | 144 479 | 144 479 | 144 479 | 144 479 | 144 479 | 144 479 | 144 479 | 144 479 | 144 479 | 144 479 | 144 479 | 144 479 | 144 479 | 144 479 | 144 479 | 144 479 | 144 479 | 144 479 | 144 479 | 144 479 | 144 479 | 144 479 | 144 479 | 144 479 | 144 479 | 144 479 | 144 479 | 144 479 | 144 479 | 144 479 | 144 479 | 144 479 | 144 479 | 144 479 |         |         |         |         |  |  |  |  |  |  |  |  |  |  |  |  |  |  |  |  |  |  |  |  |  |  |  |
| 2017 | 135 025 | 135 025 | 135 025 | 135 025 | 135 025 | 135 025 | 135 025 | 135 025 | 135 025 | 135 025 | 135 025 | 135 025 | 135 025 | 135 025 | 135 025 | 135 025 | 135 025 | 135 025 | 135 025 | 135 025 | 135 025 | 135 025 | 135 025 | 135 025 | 135 025 | 135 025 | 135 025 | 135 025 | 135 025 | 135 025 | 135 025 | 135 025 | 135 025 | 135 025 | 135 025 | 135 025 | 135 025 | 135 025 | 135 025 | 135 025 | 135 025 | 135 025 | 135 025 | 135 025 | 135 025 | 135 025 | 135 025 | 135 025 | 135 025 | 135 025 | 135 025 | 135 025 | 135 025 | 135 025 | 135 025 | 135 025 | 135 025 | 135 025 | 135 025 | 135 025 | 135 025 | 135 025 | 135 025 | 135 025 | 135 025 | 135 025 | 135 025 | 135 025 |         |         |         |         |         |         |         |         |         |  |  |  |  |  |  |  |  |  |  |  |  |  |  |  |  |  |  |  |  |  |  |  |
| 2018 | 128 802 | 128 802 | 128 802 | 128 802 | 128 802 | 128 802 | 128 802 | 128 802 | 128 802 | 128 802 | 128 802 | 128 802 | 128 802 | 128 802 | 128 802 | 128 802 | 128 802 | 128 802 | 128 802 | 128 802 | 128 802 | 128 802 | 128 802 | 128 802 | 128 802 | 128 802 | 128 802 | 128 802 | 128 802 | 128 802 | 128 802 | 128 802 | 128 802 | 128 802 | 128 802 | 128 802 | 128 802 | 128 802 | 128 802 | 128 802 | 128 802 | 128 802 | 128 802 | 128 802 | 128 802 | 128 802 | 128 802 | 128 802 | 128 802 | 128 802 | 128 802 | 128 802 | 128 802 | 128 802 | 128 802 | 128 802 | 128 802 | 128 802 | 128 802 | 128 802 | 128 802 | 128 802 | 128 802 | 128 802 | 128 802 |         |         |         |         |         |         |         |         |         |         |         |         |  |  |  |  |  |  |  |  |  |  |  |  |  |  |  |  |  |  |  |  |  |  |  |
| 2019 | 116 781 | 116 781 | 116 781 | 116 781 | 116 781 | 116 781 | 116 781 | 116 781 | 116 781 | 116 781 | 116 781 | 116 781 | 116 781 | 116 781 | 116 781 | 116 781 | 116 781 | 116 781 | 116 781 | 116 781 | 116 781 | 116 781 | 116 781 | 116 781 | 116 781 | 116 781 | 116 781 | 116 781 | 116 781 | 116 781 | 116 781 | 116 781 | 116 781 | 116 781 | 116 781 | 116 781 | 116 781 | 116 781 | 116 781 | 116 781 | 116 781 | 116 781 | 116 781 | 116 781 | 116 781 | 116 781 | 116 781 | 116 781 | 116 781 | 116 781 | 116 781 | 116 781 | 116 781 | 116 781 | 116 781 | 116 781 | 116 781 | 116 781 |         |         |         |         |         |         |         |         |         |         |         |         |         |         |         |         |         |         |         |  |  |  |  |  |  |  |  |  |  |  |  |  |  |  |  |  |  |  |  |  |  |  |
| 2020 | 38 391  | 38 391  | 38 391  | 38 391  | 38 391  | 38 391  | 38 391  | 38 391  | 38 391  | 38 391  | 38 391  | 38 391  | 38 391  | 38 391  | 38 391  | 38 391  | 38 391  | 38 391  | 38 391  | 38 391  |         |         |         |         |         |         |         |         |         |         |         |         |         |         |         |         |         |         |         |         |         |         |         |         |         |         |         |         |         |         |         |         |         |         |         |         |         |         |         |         |         |         |         |         |         |         |         |         |         |         |         |         |         |         |         |         |         |  |  |  |  |  |  |  |  |  |  |  |  |  |  |  |  |  |  |  |  |  |  |  |
| 2021 | 38 514  | 38 514  | 38 514  | 38 514  | 38 514  | 38 514  | 38 514  | 38 514  | 38 514  | 38 514  | 38 514  | 38 514  | 38 514  | 38 514  | 38 514  | 38 514  | 38 514  | 38 514  | 38 514  | 38 514  |         |         |         |         |         |         |         |         |         |         |         |         |         |         |         |         |         |         |         |         |         |         |         |         |         |         |         |         |         |         |         |         |         |         |         |         |         |         |         |         |         |         |         |         |         |         |         |         |         |         |         |         |         |         |         |         |         |  |  |  |  |  |  |  |  |  |  |  |  |  |  |  |  |  |  |  |  |  |  |  |

États-Unis (ventes de Fortwo),
| Année  | 2008  | 2009  | 2010 | 2011 | 2012  | 2013 | 2014 | 2015 | 2016 | 2017 | Total |
| ------ | ----- | ----- | ---- | ---- | ----- | ---- | ---- | ---- | ---- | ---- | ----- |
| Ventes | 24622 | 14595 | 5927 | 5200 | 10009 | 9264 |      | 7484 |      |      | 77101 |

Russie
| Année  | 2012 | 2013 | 2014 | 2015 | 2016 | 2017 | Total |
| ------ | ---- | ---- | ---- | ---- | ---- | ---- | ----- |
| Ventes | 53   | 193  | 368  | 471  | 696  |      | 1781  |